# Biserica de lemn din Ernei

Biserica de lemn din Ernei, judeţul Mureş

Biserica de lemn din Ernei, comuna Ernei, județul Mureș este o biserică din anul 1809, tipică pentru zona Mureșului. Biserica a fost demolată.

## Istoric și trăsături
Biserica avea un singur acoperiș, atât pentru naos și pronaos cât și pentru altar. Deși clopotnița se afla deasupra pronaosului, biserica avea o singură boltă care ajungea și peste pronaos, rămânând un mic loc sub acoperiș pentru scara podului. Turnul era scurt și îngust. Întrarea se făcea prin ușa ce se afla în peretele de sud. În aceeași parte, biserica avea o prispă.